# Chim sâu đầu đen
Prionochilus thoracicus là một loài chim trong họ Dicaeidae.
Chim sâu đầu đen được tìm thấy ở Brunei, Indonesia, Malaysia và Thái Lan.
Môi trường sống tự nhiên của nó là rừng nhiệt đới ẩm nhiệt đới hoặc cận nhiệt đới và cận nhiệt đới hoặc nhiệt đới đầm lầy s.
Loài chim này bị đe dọa do mất môi trường sống.